# 福岡県小学校一覧
福岡県小学校一覧（ふくおかけんしょうがっこういちらん）は、福岡県の小学校および義務教育学校（前期課程）の一覧。

## 国立小学校
- 福岡教育大学附属福岡小学校（福岡市）
- 福岡教育大学附属小倉小学校（北九州市）
- 福岡教育大学附属久留米小学校（久留米市）

## 公立小学校・義務教育学校

### 北九州市

#### 門司区
- 北九州市立小森江小学校
- 北九州市立田野浦小学校
- 北九州市立大里柳小学校
- 北九州市立大里東小学校
- 北九州市立白野江小学校
- 北九州市立柄杓田小学校
- 北九州市立大積小学校
- 北九州市立西門司小学校
- 北九州市立松ヶ江南小学校
- 北九州市立松ヶ江北小学校
- 北九州市立萩ヶ丘小学校
- 北九州市立大里南小学校
- 北九州市立藤松小学校
- 北九州市立門司中央小学校
- 北九州市立門司海青小学校
- 北九州市立港が丘小学校

#### 若松区
- 北九州市立深町小学校
- 北九州市立小石小学校
- 北九州市立くきのうみ小学校
- 北九州市立藤木小学校
- 北九州市立二島小学校
- 北九州市立花房小学校
- 北九州市立江川小学校
- 北九州市立赤崎小学校
- 北九州市立高須小学校
- 北九州市立鴨生田小学校
- 北九州市立青葉小学校
- 北九州市立若松中央小学校

#### 戸畑区
- 北九州市立牧山小学校
- 北九州市立中原小学校
- 北九州市立天籟寺小学校
- 北九州市立鞘ヶ谷小学校
- 北九州市立一枝小学校
- 北九州市立大谷小学校
- 北九州市立あやめが丘小学校
- 北九州市立戸畑中央小学校

#### 小倉北区
- 北九州市立藍島小学校
- 北九州市立足原小学校
- 北九州市立足立小学校
- 北九州市立泉台小学校
- 北九州市立到津小学校
- 北九州市立井堀小学校
- 北九州市立今町小学校
- 北九州市立貴船小学校
- 北九州市立清水小学校
- 北九州市立霧丘小学校
- 北九州市立小倉中央小学校
- 北九州市立桜丘小学校
- 北九州市立三郎丸小学校
- 北九州市立寿山小学校
- 北九州市立富野小学校
- 北九州市立中井小学校
- 北九州市立中島小学校
- 北九州市立西小倉小学校
- 北九州市立日明小学校
- 北九州市立南丘小学校
- 北九州市立南小倉小学校

#### 小倉南区
- 北九州市立北方小学校
- 北九州市立城野小学校
- 北九州市立徳力小学校
- 北九州市立志井小学校
- 北九州市立横代小学校
- 北九州市立葛原小学校
- 北九州市立吉田小学校
- 北九州市立曽根小学校
- 北九州市立貫小学校
- 北九州市立朽網小学校
- 北九州市立新道寺小学校
- 北九州市立平尾小学校
- 北九州市立市丸小学校
- 北九州市立長行小学校
- 北九州市立合馬小学校
- 北九州市立すがお小学校
- 北九州市立若園小学校
- 北九州市立広徳小学校
- 北九州市立企救丘小学校
- 北九州市立湯川小学校
- 北九州市立沼小学校
- 北九州市立守恒小学校
- 北九州市立曽根東小学校
- 北九州市立田原小学校
- 北九州市立高蔵小学校
- 北九州市立長尾小学校
- 北九州市立東朽網小学校

#### 八幡東区
- 北九州市立高見小学校
- 北九州市立槻田小学校
- 北九州市立高槻小学校
- 北九州市立祝町小学校
- 北九州市立大蔵小学校
- 北九州市立河内小学校
- 北九州市立枝光小学校
- 北九州市立八幡小学校
- 北九州市立皿倉小学校
- 北九州市立ひびきが丘小学校
- 北九州市立花尾小学校

#### 八幡西区
- 北九州市立青山小学校
- 北九州市立赤坂小学校
- 北九州市立浅川小学校
- 北九州市立穴生小学校
- 北九州市立池田小学校
- 北九州市立医生丘小学校
- 北九州市立永犬丸小学校
- 北九州市立永犬丸西小学校
- 北九州市立大原小学校
- 北九州市立折尾西小学校
- 北九州市立折尾東小学校
- 北九州市立香月小学校
- 北九州市立楠橋小学校
- 北九州市立熊西小学校
- 北九州市立黒畑小学校
- 北九州市立黒崎中央小学校
- 北九州市立上津役小学校
- 北九州市立木屋瀬小学校
- 北九州市立竹末小学校
- 北九州市立千代小学校
- 北九州市立筒井小学校
- 北九州市立塔野小学校
- 北九州市立中尾小学校
- 北九州市立鳴水小学校
- 北九州市立則松小学校
- 北九州市立萩原小学校
- 北九州市立引野小学校
- 北九州市立星ケ丘小学校
- 北九州市立本城小学校
- 北九州市立光貞小学校
- 北九州市立八児小学校
- 北九州市立八枝小学校

### 福岡市

#### 東区
- 福岡市立馬出小学校
- 福岡市立筥松小学校
- 福岡市立箱崎小学校
- 福岡市立千早小学校
- 福岡市立千早西小学校
- 福岡市立香椎小学校
- 福岡市立香椎東小学校
- 福岡市立香椎浜小学校
- 福岡市立香椎下原小学校
- 福岡市立香陵小学校
- 福岡市立香住丘小学校
- 福岡市立多々良小学校
- 福岡市立名島小学校
- 福岡市立東箱崎小学校
- 福岡市立和白小学校
- 福岡市立和白東小学校
- 福岡市立若宮小学校
- 福岡市立城浜小学校
- 福岡市立美和台小学校
- 福岡市立八田小学校
- 福岡市立舞松原小学校
- 福岡市立青葉小学校
- 福岡市立奈多小学校
- 福岡市立松島小学校
- 福岡市立三苫小学校
- 福岡市立西戸崎小学校
- 福岡市立志賀島小学校
- 福岡市立勝馬小学校
- 福岡市立照葉小中学校
- 福岡市立照葉北小学校
- 福岡市立照葉はばたき小学校

#### 西区
- 福岡市立姪浜小学校
- 福岡市立壱岐小学校
- 福岡市立能古小学校
- 福岡市立今宿小学校
- 福岡市立玄洋小学校
- 福岡市立今津小学校
- 福岡市立内浜小学校
- 福岡市立金武小学校
- 福岡市立周船寺小学校
- 福岡市立元岡小学校
- 福岡市立北崎小学校
- 福岡市立玄界小中学校
- 福岡市立小呂小中学校
- 福岡市立下山門小学校
- 福岡市立壱岐南小学校
- 福岡市立西陵小学校
- 福岡市立壱岐東小学校
- 福岡市立石丸小学校
- 福岡市立福重小学校
- 福岡市立愛宕小学校
- 福岡市立城原小学校
- 福岡市立愛宕浜小学校
- 福岡市立姪北小学校
- 福岡市立西都小学校
- 福岡市立西都北小学校

#### 南区
- 福岡市立三宅小学校
- 福岡市立花畑小学校
- 福岡市立玉川小学校
- 福岡市立西高宮小学校
- 福岡市立曰佐小学校
- 福岡市立宮竹小学校
- 福岡市立大楠小学校
- 福岡市立若久小学校
- 福岡市立東若久小学校
- 福岡市立老司小学校
- 福岡市立長住小学校
- 福岡市立西長住小学校
- 福岡市立筑紫丘小学校
- 福岡市立長丘小学校
- 福岡市立西花畑小学校
- 福岡市立東花畑小学校
- 福岡市立弥永小学校
- 福岡市立弥永西小学校
- 福岡市立鶴田小学校
- 福岡市立野多目小学校
- 福岡市立高木小学校
- 福岡市立大池小学校
- 福岡市立塩原小学校
- 福岡市立柏原小学校
- 福岡市立横手小学校

#### 中央区
- 福岡市立南当仁小学校
- 福岡市立福浜小学校
- 福岡市立舞鶴小中学校
- 福岡市立赤坂小学校
- 福岡市立警固小学校
- 福岡市立草ヶ江小学校
- 福岡市立笹丘小学校
- 福岡市立小笹小学校
- 福岡市立春吉小学校
- 福岡市立平尾小学校
- 福岡市立当仁小学校
- 福岡市立高宮小学校

#### 博多区
- 福岡市立住吉小中学校
- 福岡市立東住吉小学校
- 福岡市立堅粕小学校
- 福岡市立千代小学校
- 福岡市立吉塚小学校
- 福岡市立東吉塚小学校
- 福岡市立席田小学校
- 福岡市立月隈小学校
- 福岡市立東月隈小学校
- 福岡市立春住小学校
- 福岡市立板付小学校
- 福岡市立板付北小学校
- 福岡市立那珂小学校
- 福岡市立那珂南小学校
- 福岡市立東光小学校
- 福岡市立三筑小学校
- 福岡市立弥生小学校
- 福岡市立博多小学校

#### 城南区
- 福岡市立長尾小学校
- 福岡市立鳥飼小学校
- 福岡市立別府小学校
- 福岡市立七隈小学校
- 福岡市立堤小学校
- 福岡市立城南小学校
- 福岡市立金山小学校
- 福岡市立片江小学校
- 福岡市立南片江小学校
- 福岡市立田島小学校
- 福岡市立堤丘小学校

#### 早良区
- 福岡市立百道浜小学校
- 福岡市立百道小学校
- 福岡市立西新小学校
- 福岡市立高取小学校
- 福岡市立室見小学校
- 福岡市立原北小学校
- 福岡市立原小学校
- 福岡市立小田部小学校
- 福岡市立大原小学校
- 福岡市立飯倉中央小学校
- 福岡市立飯原小学校
- 福岡市立原西小学校
- 福岡市立飯倉小学校
- 福岡市立賀茂小学校
- 福岡市立有住小学校
- 福岡市立有田小学校
- 福岡市立野芥小学校
- 福岡市立田村小学校
- 福岡市立四箇田小学校
- 福岡市立入部小学校
- 福岡市立脇山小学校
- 福岡市立内野小学校
- 福岡市立曲渕小学校
- 福岡市立田隈小学校
- 福岡市立早良小学校

### 大牟田市
- 大牟田市立みなと小学校
- 大牟田市立天領小学校
- 大牟田市立駛馬小学校
- 大牟田市立天の原小学校
- 大牟田市立玉川小学校
- 大牟田市立大牟田中央小学校
- 大牟田市立大正小学校
- 大牟田市立中友小学校
- 大牟田市立明治小学校
- 大牟田市立白川小学校
- 大牟田市立平原小学校
- 大牟田市立高取小学校
- 大牟田市立三池小学校
- 大牟田市立羽山台小学校
- 大牟田市立銀水小学校
- 大牟田市立上内小学校
- 大牟田市立倉永小学校
- 大牟田市立吉野小学校
- 大牟田市立手鎌小学校

### 久留米市
- 久留米市立安武小学校
- 久留米市立金丸小学校
- 久留米市立篠山小学校
- 久留米市立荘島小学校
- 久留米市立小森野小学校
- 久留米市立京町小学校
- 久留米市立長門石小学校
- 久留米市立南薫小学校
- 久留米市立草野小学校
- 久留米市立宮ノ陣小学校
- 久留米市立合川小学校
- 久留米市立山川小学校
- 久留米市立山本小学校
- 久留米市立善導寺小学校
- 久留米市立西国分小学校
- 久留米市立東国分小学校
- 久留米市立鳥飼小学校
- 久留米市立津福小学校
- 久留米市立大善寺小学校
- 久留米市立上津小学校
- 久留米市立高良内小学校
- 久留米市立御井小学校
- 久留米市立大橋小学校
- 久留米市立南小学校
- 久留米市立日吉小学校
- 久留米市立田主丸小学校
- 久留米市立水分小学校
- 久留米市立柴刈小学校
- 久留米市立川会小学校
- 久留米市立竹野小学校
- 久留米市立水縄小学校
- 久留米市立船越小学校
- 久留米市立三潴小学校
- 久留米市立犬塚小学校
- 久留米市立西牟田小学校
- 久留米市立城島小学校
- 久留米市立青木小学校
- 久留米市立江上小学校
- 久留米市立北野小学校
- 久留米市立弓削小学校
- 久留米市立大城小学校
- 久留米市立金島小学校
- 久留米市立荒木小学校

### 直方市
- 直方市立直方南小学校
- 直方市立直方北小学校
- 直方市立直方西小学校
- 直方市立直方東小学校
- 直方市立新入小学校
- 直方市立感田小学校
- 直方市立上頓野小学校
- 直方市立下境小学校
- 直方市立福地小学校
- 直方市立中泉小学校
- 直方市立植木小学校

### 飯塚市
- 飯塚市立飯塚小学校
- 飯塚市立菰田小学校
- 飯塚市立立岩小学校
- 飯塚市立飯塚東小学校
- 飯塚市立鯰田小学校
- 飯塚市立片島小学校
- 飯塚市立伊岐須小学校
- 飯塚市立幸袋小学校
- 飯塚市立目尾小学校
- 飯塚市立八木山小学校
- 飯塚市立蓮台寺小学校
- 飯塚市立潤野小学校
- 飯塚市立楽市小学校
- 飯塚市立平恒小学校
- 飯塚市立若菜小学校
- 飯塚市立椋本小学校
- 飯塚市立高田小学校
- 飯塚市立庄内小学校
- 飯塚市立内野小学校
- 飯塚市立上穂波小学校
- 飯塚市立大分小学校
- 飯塚市立頴田小学校

### 田川市
- 田川市立田川小学校
- 田川市立後藤寺小学校
- 田川市立弓削田小学校
- 田川市立大浦小学校
- 田川市立伊田小学校
- 田川市立鎮西小学校
- 田川市立大藪小学校
- 田川市立金川小学校
- 田川市立小中一貫校猪位金学園

### 柳川市
- 柳川市立柳河小学校
- 柳川市立城内小学校
- 柳川市立蒲池小学校
- 柳川市立昭代第一小学校
- 柳川市立昭代第二小学校
- 柳川市立東宮永小学校
- 柳川市立矢留小学校
- 柳川市立両開小学校
- 柳川市立藤吉小学校
- 柳川市立矢ヶ部小学校
- 柳川市立二ツ河小学校
- 柳川市立中山小学校
- 柳川市立垂見小学校
- 柳川市立やまと小学校

### 八女市
- 八女市立福島小学校
- 八女市立岡山小学校
- 八女市立八幡小学校
- 八女市立三河小学校
- 八女市立上妻小学校
- 八女市立みさき学園
- 八女市立長峰小学校
- 八女市立上陽北汭学園
- 八女市立黒木小学校
- 八女市立黒木西小学校
- 八女市立立花小学校
- 八女市立筑南小学校
- 八女市立矢部清流学園
- 八女市立星野小学校

### 筑後市
- 筑後市立羽犬塚小学校
- 筑後市立松原小学校
- 筑後市立古川小学校
- 筑後市立水洗小学校
- 筑後市立筑後南小学校
  - 筑後市立筑後南小学校いずみ分校
- 筑後市立二川小学校
- 筑後市立西牟田小学校
- 筑後市立筑後小学校
- 筑後市立筑後北小学校

### 大川市
- 大川市立大川小学校
- 大川市立宮前小学校
- 大川市立三又小学校
- 大川市立道海島小学校
- 大川市立木室小学校
- 大川市立田口小学校
- 大川市立川口小学校
- 大川市立大野島小学校

### 行橋市
- 行橋市立行橋小学校
- 行橋市立行橋南小学校
- 行橋市立行橋北小学校
- 行橋市立今元小学校
- 行橋市立泉小学校
- 行橋市立今川小学校
- 行橋市立延永小学校
- 行橋市立椿市小学校
- 行橋市立仲津小学校
- 行橋市立蓑島小学校
- 行橋市立稗田小学校

### 豊前市
- 豊前市立八屋小学校
- 豊前市立大村小学校
- 豊前市立宇島小学校
- 豊前市立角田小学校
- 豊前市立山田小学校
- 豊前市立千束小学校
- 豊前市立黒土小学校
- 豊前市立三毛門小学校
- 豊前市立横武小学校
- 豊前市立合岩小学校

### 中間市
- 中間市立中間小学校
- 中間市立中間西小学校
- 中間市立中間東小学校
- 中間市立中間南小学校
- 中間市立中間北小学校
- 中間市立底井野小学校

### 小郡市
- 小郡市立味坂小学校
- 小郡市立小郡小学校
- 小郡市立御原小学校
- 小郡市立立石小学校
- 小郡市立三国小学校
- 小郡市立大原小学校
- 小郡市立東野小学校
- 小郡市立のぞみが丘小学校

### 筑紫野市
- 筑紫野市立阿志岐小学校
- 筑紫野市立天拝小学校
- 筑紫野市立原田小学校
- 筑紫野市立二日市小学校
- 筑紫野市立二日市北小学校
- 筑紫野市立二日市東小学校
- 筑紫野市立吉木小学校
- 筑紫野市立山口小学校
- 筑紫野市立筑紫小学校
- 筑紫野市立筑紫東小学校
- 筑紫野市立山家小学校

### 春日市
- 春日市立春日小学校
- 春日市立春日原小学校
- 春日市立春日野小学校
- 春日市立春日東小学校
- 春日市立春日西小学校
- 春日市立春日南小学校
- 春日市立春日北小学校
- 春日市立日の出小学校
- 春日市立須玖小学校
- 春日市立天神山小学校
- 春日市立大谷小学校
- 春日市立白水小学校

### 大野城市
- 大野城市立大城小学校
- 大野城市立大野小学校
- 大野城市立大野北小学校
- 大野城市立大野東小学校
- 大野城市立大野南小学校
- 大野城市立大利小学校
- 大野城市立下大利小学校
- 大野城市立月の浦小学校
- 大野城市立平野小学校
- 大野城市立御笠の森小学校

### 宗像市
- 宗像市立日の里東小学校
- 宗像市立日の里西小学校
- 宗像市立東郷小学校
- 宗像市立南郷小学校
- 宗像市立吉武小学校
- 宗像市立赤間小学校
- 宗像市立赤間西小学校
- 宗像市立自由ヶ丘小学校
- 宗像市立自由ヶ丘南小学校
- 宗像市立河東小学校
- 宗像市立河東西小学校
- 宗像市立玄海東小学校
- 宗像市立玄海小学校
- 宗像市立地ノ島小学校
- 宗像市立大島学園

### 太宰府市
- 太宰府市立国分小学校
- 太宰府市立太宰府小学校
- 太宰府市立太宰府西小学校
- 太宰府市立太宰府東小学校
- 太宰府市立太宰府南小学校
- 太宰府市立水城小学校
- 太宰府市立水城西小学校

### 糸島市
- 糸島市立前原小学校
- 糸島市立前原南小学校
- 糸島市立加布里小学校
- 糸島市立波多江小学校
- 糸島市立雷山小学校
- 糸島市立長糸小学校
- 糸島市立怡土小学校
- 糸島市立一貴山小学校
- 糸島市立南風小学校
- 糸島市立東風小学校
- 糸島市立深江小学校
- 糸島市立福吉小学校
- 糸島市立可也小学校
- 糸島市立桜野小学校
- 糸島市立引津小学校
- 糸島市立姫島小学校

### 古賀市
- 古賀市立青柳小学校
- 古賀市立小野小学校
- 古賀市立古賀東小学校
- 古賀市立古賀西小学校
- 古賀市立花鶴小学校
- 古賀市立千鳥小学校
- 古賀市立花見小学校
- 古賀市立舞の里小学校

### 福津市
- 福津市立福間小学校
- 福津市立福間南小学校
- 福津市立神興小学校
- 福津市立神興東小学校
- 福津市立上西郷小学校
- 福津市立津屋崎小学校
- 福津市立勝浦小学校

### うきは市
- うきは市立山春小学校
- うきは市立大石小学校
- うきは市立御幸小学校
- うきは市立姫治小学校
- うきは市立千年小学校
- うきは市立吉井小学校
- うきは市立福富小学校
- うきは市立江南小学校

### 宮若市
- 宮若市立光陵小学校
- 宮若市立宮田北小学校
- 宮若市立宮田南小学校
- 宮若市立宮若西小学校

### 嘉麻市
- 嘉麻市立稲築西義務教育学校
- 嘉麻市立稲築東義務教育学校
- 嘉麻市立牛隈小学校
- 嘉麻市立碓井義務教育学校
- 嘉麻市立嘉穂小学校
- 嘉麻市立上山田小学校
- 嘉麻市立熊ヶ畑小学校
- 嘉麻市立下山田小学校

### 朝倉市
- 朝倉市立甘木小学校
- 朝倉市立立石小学校
- 朝倉市立福田小学校
- 朝倉市立蜷城小学校
- 朝倉市立秋月小学校
- 朝倉市立馬田小学校
- 朝倉市立金川小学校
- 朝倉市立三奈木小学校
- 朝倉市立大福小学校
- 朝倉市立朝倉東小学校
- 朝倉市立杷木小学校

### みやま市
- みやま市立瀬高小学校
- みやま市立南小学校
- みやま市立桜舞館小学校
- みやま市立大江小学校
- みやま市立清水小学校
- みやま市立水上小学校
- みやま市立高田小学校

### 那珂川市
- 那珂川市立片縄小学校
- 那珂川市立岩戸小学校
  - 那珂川市立岩戸小学校後野分校
- 那珂川市立岩戸北小学校
- 那珂川市立安徳小学校
- 那珂川市立安徳南小学校
- 那珂川市立安徳北小学校
- 那珂川市立南畑小学校

### 糟屋郡
- 宇美町立宇美小学校
- 宇美町立宇美東小学校
- 宇美町立原田小学校
- 宇美町立桜原小学校
- 宇美町立井野小学校
- 粕屋町立大川小学校
- 粕屋町立仲原小学校
- 粕屋町立粕屋西小学校
- 粕屋町立粕屋中央小学校
- 篠栗町立篠栗小学校
  - 篠栗町立篠栗小学校萩尾分校
- 篠栗町立勢門小学校
- 篠栗町立北勢門小学校
- 志免町立志免中央小学校
- 志免町立志免西小学校
- 志免町立志免南小学校
- 志免町立志免東小学校
- 新宮町立新宮小学校
- 新宮町立新宮東小学校
- 新宮町立新宮北小学校
- 新宮町立立花小学校
- 新宮町立相島小学校
- 須恵町立須恵第一小学校
- 須恵町立須恵第二小学校
- 須恵町立須恵第三小学校
- 久山町立山田小学校
- 久山町立久原小学校

### 遠賀郡
- 芦屋町立芦屋小学校
- 芦屋町立芦屋東小学校
- 芦屋町立山鹿小学校
- 水巻町立猪熊小学校
- 水巻町立朳小学校
- 水巻町立頃末小学校
- 水巻町立伊左座小学校
- 水巻町立吉田小学校
- 岡垣町立海老津小学校
- 岡垣町立山田小学校
- 岡垣町立戸切小学校
- 岡垣町立吉木小学校
- 岡垣町立内浦小学校
- 遠賀町立広渡小学校
- 遠賀町立浅木小学校
- 遠賀町立島門小学校

### 鞍手郡
- 鞍手町立剣北小学校
- 鞍手町立剣南小学校
- 鞍手町立古月小学校
- 鞍手町立西川小学校
- 鞍手町立新延小学校
- 鞍手町立室木小学校
- 小竹町立みらい小学校

### 嘉穂郡
- 桂川町立桂川小学校
- 桂川町立桂川東小学校

### 朝倉郡
- 筑前町立東小田小学校
- 筑前町立中牟田小学校
- 筑前町立三並小学校
- 筑前町立三輪小学校
- 東峰村立東峰学園

### 三井郡
- 大刀洗町立大刀洗小学校
- 大刀洗町立大堰小学校
- 大刀洗町立本郷小学校
- 大刀洗町立菊池小学校

### 三潴郡
- 大木町立木佐木小学校
- 大木町立大溝小学校
- 大木町立大莞小学校

### 八女郡
- 広川町立上広川小学校
- 広川町立中広川小学校
- 広川町立下広川小学校

### 田川郡
- 香春町立香春思永館
- 添田町立添田小学校
- 糸田町立糸田小学校
- 川崎町立川崎小学校
- 川崎町立川崎東小学校
- 川崎町立池尻小学校
- 川崎町立真崎小学校
- 大任町立大任小学校
- 大任町立今任小学校
- 赤村立赤小学校
- 福智町立上野小学校
- 福智町立市場小学校
- 福智町立金田義務教育学校
- 福智町立伊方小学校
- 福智町立弁城小学校

### 京都郡
- 苅田町立苅田小学校
- 苅田町立南原小学校
- 苅田町立与原小学校
- 苅田町立白川小学校
- 苅田町立片島小学校
- 苅田町立馬場小学校
- みやこ町立黒田小学校
- みやこ町立久保小学校
- みやこ町立諌山小学校
- みやこ町立豊津小学校
- みやこ町立犀川小学校
- みやこ町立伊良原小学校

### 築上郡
- 吉富町立吉富小学校
- 上毛町立南吉富小学校
- 上毛町立西吉富小学校
- 上毛町立友枝小学校
- 上毛町立唐原小学校
- 築上町立椎田小学校
- 築上町立葛城小学校
- 築上町立八津田小学校
- 築上町立西角田小学校
- 築上町立小原小学校
- 築上町立築城小学校
- 築上町立下城井小学校
- 築上町立上城井小学校

## 私立小学校
- 福岡雙葉小学校（福岡市中央区）
- 福岡海星女子学院附属小学校（福岡市南区）
- 西南学院小学校 （福岡市早良区）
- 敬愛小学校（北九州市門司区）
- 飯塚日新館小学校（飯塚市）
- 明治学園小学校（北九州市戸畑区）
- 麻生学園小学校（小郡市）
- リンデンホールスクール小学部（太宰府市）
- 北九州子どもの村小学校（北九州市小倉南区）